# Бульбоака (Новоаненский район)
Бульбоака (рум. Bulboaca) — село в Новоаненском районе Молдавии. Относится к сёлам, не образующим коммуну.

## География
Село расположено на высоте 39 метров над уровнем моря.

## Население
По данным переписи населения 2004 года, в селе Бульбоака проживает 5095 человек (2490 мужчин, 2605 женщин).
Этнический состав села:
| Национальность | Число жителей | Процентный состав |
| -------------- | ------------- | ----------------- |
| молдаване      | 4437          | 87.09             |
| русские        | 297           | 5.83              |
| украинцы       | 199           | 3.91              |
| румыны         | 83            | 1.63              |
| болгары        | 29            | 0.57              |
| гагаузы        | 12            | 0.24              |
| поляки         | 6             | 0.12              |
| цыгане         | 5             | 0.1               |
| евреи          | 1             | 0.02              |
| прочие         | 26            | 0.51              |
| Всего          | 5095          | 100 %             |

## История
До 1950 года Бульбоака являлась административным центром Новоаненского (Бульбокского) района. В 2011 году село праздновало своё 300-летие.
Бульбоака — одно из немногих сёл в Молдове, где есть многоэтажные многоквартирные дома. В селе Бульбоака Новоаненского района есть немало достопримечательностей, и некоторые из них довольно интересные.
Первое архивное упоминание, обнаруженное об этом селе, датируется 4 июля 1711 годом (на 65 лет старше независимости США), а в 1716 году оно уже нанесено на карту Дмитрием Кантемиром.
Конечно, поселение здесь существовало и раньше, только записей об этом не сохранилось, да и название могло быть совершенно другим.
Село располагалось на обоих берегах реки Бык и одноимённого озера, которое ныне гораздо меньше прежних размеров. Здесь же проходил почтовый тракт, соединяющий Бендеры с Кишинёвом. Первый деревянный храм построен в 1797 году.
На протяжении XVIII века село было владельческим, его хозяевами была семья генерала Катаржи, но уже в XIX столетии село становится государственным (казённым). Землями в округе владеют помещики Леонард, Яновский, Мими, Василевский.
В истории развития села Бульбоака большую роль сыграли 2 человека, которые оставили добрую память о себе. Это приходской священник Иоанн Бачинский и помещик Константин Мими.
К сожалению, о Бачинском известно не так уж и много, даже фотографии его пока найти не удалось, но сделанное им для людей действительно внушительно.
К личным заслугам Бачинского можно отнести строительство нового каменного храма, приходской школы, где он был преподавателям богословия, а самое главное — больницы. Именно его стараниями построены все вышеперечисленные социально-значимые объекты.
Все эти благие дела не могут быть сотворены без средств, государство участвовало своей долей вложений, но решающую роль играли средства, собранные у жертвователей, крупнейшим из которых и был Константин Мими.
1 июня 2023 года в замке Мими прошёл второй саммит Европейского политического сообщества. В саммите приняли участие главы государств и правительств 50 стран. На саммите были обсуждены вопросы мира, безопасности, энергетической безопасности и укрепления межгосударственных отношений в Европе.
- Саммит Европейского политического сообщества
- Саммит Европейского политического сообщества
- Саммит Европейского политического сообщества

## Достопримечательности
- Замок Мими — памятник архитектуры местного значения, построенный в конце девятнадцатого века.